# Frederika Württemberská (1699–1781)
Vévodkyně Frederika Württemberská (27. července 1699 Neuenstadt am Kocher – 8. května 1781 Neuenstadt am Kocher) byla německá abatyše. V letech 1738 až 1743 byla oblíbenkyní dánské královny Žofie Magdaleny Braniborsko-Kulmbašské a abatyše dánského protestantského kláštera Vallø stift.

## Žofie
Narodila se vévodovi Fridrichu Agustovi Württembersko-Neuenstadtskému a hraběnce Albertině Žofii Ester z Ebersteinu (1661–1728).
Nikdy se nevdala a po smrti svého otce v roce 1716 žila se svou matkou na zámku Gochsheim až do matčiny smrti v roce 1728. Nějakou dobu byla dvorní dámou Johany Alžběty Bádensko-Durlašské. Frederika byla oblíbenkyní dánské královny, jejíž zvýhodňování Němců nebylo na dvoře dobře přijímáno. Královna jí udělila řád a lukrativní post abatyše. Na dánském královském dvoře kvůli svému ostrému jazyku nebyla populární. Dostala se do konfliktu i s královninou sestrou Žofií Karolínou Braniborsko-Kulmbašskou. V roce 1743 opustila Dánsko a vrátila se na zámek v Neuenstadtu.
Byla dámou Ordre de l'Union Parfaite.